# ミヤマコウゾリナ
ミヤマコウゾリナ（深山顔剃菜、深山髪剃菜、学名：Hieracium japonicum ）は、キク科ヤナギタンポポ属の多年草。

## 特徴
茎は直立し、高さは10 - 45cmになる。植物体全体に開出した褐色の長毛と白色の線形の圧毛が目立つ。根出葉がよく発達し、花時にも残り、茎に互生する葉は少なく小さい。
花期は7 - 8月。茎先に2 - 12個の頭花を上向きにつける。総苞は広い筒型で黒色を帯びる。総苞片は2列になり、外片は長さ3 - 4.5mmの披針形で先端がとがり、黒い腺毛と白い短毛があり、内片には白い腺毛がある。頭花は黄色で、径1.5 - 2cmになり、舌状花のみで構成される。痩果は長さ3mm、幅0.8mmになる円柱形で、長さ5 - 6mmになる褐色の冠毛がつく。

## 分布と生育環境
日本固有種で、本州の中部地方以北と四国（剣山）に分布し、高山の草原や礫地に生育する。ときに亜寒帯林の縁に群生する。

## ギャラリー
- 頭花
- 痩果